# Rachel Maclean
Rachel Helen Maclean, baronessa Maclean di Redditch nata Cooke (Madras, 3 ottobre 1965), è una politica britannica, esponente del Partito Conservatore.

## Biografia
Studia psicologia al St Hugh's College di Oxdord, conseguendo poi un master sempre in psicologia presso l'Università di Aston. Dopo la laurea lavora presso la HSBC Private Bank, banca privata con sede centrale a Ginevra. Nel 2005 fonda, insieme al marito, la casa editrice Packt, specializzata in tecnologia dell'informazione.

### Carriera politica
Membro del Partito Conservatore, alle elezioni del 2015 si candida al seggio di Birmingham Northfield, arrivando seconda, battuta dal politico laburista Richard Burden.
Nell'aprile 2017 viene scelta tra i candidati che gareggeranno al seggio di Redditch a causa della rinuncia della politica conservatrice Karen Lumley per problemi di salute. Alle elezioni vince il collegio elettorale con circa di 23 600 voti.
In Parlamento, dal 2017 al 2018, prende parte al comitato per le imprese, l'energia e la strategia industriale.
Nel marzo 2018 è nominata segretaria parlamentare privata all'interno dell'Ufficio dell'interno. Nel giugno 2019 sostiene il politico Michael Gove alle elezioni interne del Partito Conservatore, mentre nel novembre dello stesso anno viene nominata segretaria parlamentare privata del Cancelliere dello Scacchiere Sajid Javid.
Nel febbraio 2020 diviene sottosegretaria di Stato parlamentare al dipartimento per i trasporti nel secondo governo Johnson, incarico che ricopre fino al settembre 2021.
In seguito all'offensiva talebana dell'agosto 2021, viene nominata sottosegretaria parlamentare presso l'Ufficio dell'interno con delega alla protezione. Rimane in carica fino al luglio 2022, dimettendosi per protesta contro la guida dell'ex primo ministro Boris Johnson.
Alle elezioni del partito conservatore del settembre 2022 Maclean sostiene prima Sajid Javid, poi Kemi Badenoch ed infine Liz Truss. A seguito della vittoria di quest'ultima, viene nominata ministra di stato per le vittime e la vulnerabilità, organo facente parte del ministero della giustizia.
Nel novembre 2022, con Rishi Sunak alla guida del Paese, viene scelta per ricoprire l'incarico di vicepresidente del Partito Conservatore.
Viene successivamente nominata ministra per l'edilizia abitativa e la pianificazione nel febbraio 2023, lasciando l'incarico di vicepresidente di partito.
In seguito al rimpasto di governo del novembre seguente, esce dall'esecutivo, venendo sostituita da Lee Rowley.
Candidata per il collegio di Redditch anche alle elezioni generali del 2024, non riesce ad essere rieletta.

## Vita privata
È sposata dal 1992 e ha quattro figli.